# 大石保
大石 保（おおいし たもつ、1900年（明治33年）1月28日 - 1946年（昭和21年）2月13日）は、日本の海軍軍人。最終階級は海軍少将。

## 経歴
1900年1月28日、高知県で大石寛の長男として生れる。中学海南学校（同級生に横山一郎が首席でいた）を経て、1920年7月、海軍兵学校（48期）を卒業。1921年6月、海軍少尉任官。1923年12月、海軍中尉に昇進し、砲術学校普通科学生を拝命。1925年12月、海軍大尉に昇進し、海軍大学校航海科に入学。1926年12月、「浦風」航海長に就任。1928年12月、練習艦隊参謀に就任。1929年12月、「迅鯨」航海長に就任。1930年4月、「対馬」航海長に就任。1930年12月1日、海軍大学校に甲種30期生として入学。1932年11月26日、卒業。12月、少佐に昇進し、「神通」水雷長に就任。1933年10月、軍令部第2部第4課部員に就任。1936年12月、連合艦隊参謀に就任。1937年12月、海軍中佐に昇進。1938年12月、「嵯峨」艦長に就任。1939年11月、興亜院調査官に就任。1940年10月、第1航空戦隊参謀に就任。
1941年4月、第1航空艦隊首席参謀に就任。12月、太平洋戦争勃発。開戦時の真珠湾攻撃に参加。4月、セイロン沖海戦に参加。6月、ミッドウェー海戦に参加。1942年7月、海軍大学教官に就任。8月25日、「愛国丸」艦長に就任。11月、海軍大佐に進級する。1943年4月、出仕。
1943年6月、海軍省兵備局第3課長兼運輸本部総務課長に就任。6月25日の海軍運輸本部設置は大石らの推進によるものである。1944年4月、大石は、戦闘機による大型機に対する体当たり特攻の実施を要望する意見書を軍務局一課長山本善雄に提出した。
1945年1月、「笠置」艤装員長に就任。3月、海軍航海学校教頭に就任。5月、横須賀突撃隊司令に就任。
1945年8月、終戦。11月、予備役に編入された上で充員召集され、同年12月、第二復員官・佐世保地方復員局艦船運航部長となったが、在職中の1946年2月に死去し、海軍少将に進級した。